# Nordhausen
Nordhausen är en stad i Landkreis Nordhausen i förbundslandet Thüringen i Tyskland.  Här finns också en station på det smalspåriga järnvägsnätet Harzer Schmalspurbahnen.
Nordhausen var fri riksstad 1253–1803. Före andra världskriget fanns stora delar av den medeltida staden bevarad, domkyrkan från 1200-talet och sex andra medeltidskyrkor samt delar av stadsmuren från 1400-talet.
Den 3 och 4 april 1945 bombades staden av brittiskt flyg, 74 % av byggnaderna förstördes och cirka 8000 människor dog i bombanfallen.